# 新潟俄羅斯村
新潟俄羅斯村（日语： nīgata roshia mura） 是一個曾經存在於日本新潟縣北蒲原郡笹神村（現阿賀野市笹神地區）的以俄羅斯為主題的主題公園。1993年開業，2003年暫停營業，2004年正式閉園。

## 歷史
新潟俄羅斯村於1993年開業，是縣內第一個與俄羅斯文化交流的主題樂園。該樂園是新潟中央銀行行長大森龍太郎領導的「三大融資項目」之一，並由該銀行的關聯公司新潟俄羅斯村有限公司修建。
作為同一公司擁有的度假設施，樂園與其相鄰的「笹神開曼高爾夫樂園」合作宣傳。樂園開業時，以其民間舞蹈表演、民間藝術銷售、來自森林的當地啤酒、真人大小模型的猛獁象毛絨動物和骨骼標本以及貝加爾海豹繁殖展覽吸引了遊客注意。但在1999年10月，新潟中央銀行破產，被日本預金保險機構接收負責清算。這使得樂園的融資渠道受阻。儘管樂園得到哈巴羅夫斯克當地政府的物資的支持，樂園也在銷售俄羅斯商品，2003年11月，樂園暫停營業。2004年4月，由於客流稀少、沒有盈利的可能，新潟俄羅斯村正式閉園，不再開放。
該樂園開放時，曾引起了很大的轟動，但遊客數量從一開始就很低迷。這在很大程度上是由於它對顧客沒有什麼吸引力，無法吸引回頭客。銀行的前管理層被指控犯有日本《商法》規定的特別失信行為，涉及新潟中央銀行向俄羅斯村提供的超過30億日元的貸款。2003年，前管理層在一審中被判有罪。
自樂園關閉以來，由於樂園內外缺乏維護，以及周邊地區沒有房屋而缺乏安全系統，樂園開放時的展品和設備一直無人問津。2009年，酒店大樓發生火災。火災發生後，樂園的部分建築被拆除，展品被運走處理。

## 関連項目
- 新潟中央銀行
- 柏崎土耳其文化村